# Phoniscus aerosa
Phoniscus aerosa (Tomes, 1858) è un pipistrello della famiglia dei Vespertilionidi il cui areale non è completamente chiaro.

## Descrizione

### Dimensioni
Pipistrello di piccole dimensioni, con la lunghezza della testa e del corpo tra 44 e 51 mm, la lunghezza dell'avambraccio di 37 mm, la lunghezza della coda tra 38 e 42 mm, la lunghezza delle orecchie di 12 mm.

### Aspetto
La pelliccia è lunga ed arricciata. Le parti dorsali sono marroni scure con dei riflessi bronzati e la punta dei peli bruno-giallastra, mentre le parti ventrali sono bruno-grigiastre brizzolate. Il muso è stretto, ricoperto di peli, con dei baffi lanosi sul labbro superiore e due aree prive di peli tra l'occhio e l'orecchio e una sul mento. Gli occhi sono piccolissimi. Le orecchie sono ben separate, marroni e con una leggera concavità sul bordo posteriore appena sotto la punta. Il trago è lungo, affusolato e con un profondo incavo con i margini quasi paralleli alla base posteriore. Le membrane alari sono marroni e indistintamente marcate con linee puntate. La lunga coda è completamente inclusa nell'ampio uropatagio, il quale margine libero è frangiato di pochi peli sparsi.

## Distribuzione e habitat
Questa specie è conosciuta soltanto da due individui depositati presso il Museo di storia naturale di Londra, con l'etichetta che riporta come luogo di origine il Sudafrica. Essendo un genere endemico dell'Ecozona orientale è probabile che i due esemplari siano stati erroneamente registrati e provengano dall'isola di Sulawesi, luogo dove Tomes catturò un pipistrello simile e lo assegnò successivamente a questa specie.

## Conservazione
La IUCN Red List, considerato che questa specie è conosciuta soltanto attraverso due esemplari catturati più di un secolo fa e la cui origine non è del tutto nota, classifica P.aerosa come specie con dati insufficienti (DD).